# В Каролине не любят ворошить прошлое
«В Каролине не любят ворошить прошлое» (англ. Carolina Skeletons) — американский кинофильм 1991 года, снятый режиссёром Джоном Эрманом по одноимённому роману Дэвида Стаута, основанному в общих чертах на деле Джорджа Стинни.

## Сюжет
Южные штаты, белые и чёрные. В Южной Каролине 14-летний чернокожий подросток обвинён в изнасиловании и убийстве двух маленьких белых девочек, осуждён и казнён на электрическом стуле. Много лет спустя в родной город возвращается его брат, отставной спецназовец. Он поклялся умирающей матери, что найдёт настоящего убийцу. Но очень многие люди не заинтересованы в том, чтобы ворошить прошлое.

## Критическая оценка
По мнению рецензентов, авторам фильма удалось воссоздать атмосферу южного городка, так и не освоившегося с более современным пониманием гражданских прав, и в этом отношении картина представляет собой несколько ослабленную версию более известной ленты «Миссисипи в огне». В то же время сама сюжетная линия воплощена недостаточно убедительно.
Актёр Кенни Бланк, исполнивший роль казнённого мальчика, был номинирован на премию «Молодой актёр».